# Gypsochroa gallica
Gypsochroa gallica är en fjärilsart som beskrevs av Le Moult 1948. Gypsochroa gallica ingår i släktet Gypsochroa och familjen mätare. Inga underarter finns listade i Catalogue of Life.